# Kristen Miller
Kristen Elizabeth Miller (ur. 20 sierpnia 1976 w Manhattan Beach w stanie Kalifornia, USA) – amerykańska aktorka.
Znana głównie z ról w serialach telewizyjnych, pojawiła się między innymi w USA High, That's My Bush!, Czarodziejkach (Charmed), Agencie w spódnicy (She Spies) i Undressed. Wystąpiła w głównej roli, jako Sarah, w niemieckim slasherze Basen (Swimming Pool – Der Tod feiert mit, 2001).